# Radnice (zpravodaj)
Radnice je informační zpravodaj statutárního města Hradec Králové vydávaný magistrátem města.

## Historie
Zpravodaj Radnice byl založen v roce 2002. Je zaregistrován v databázi periodického tisku pro veřejnost Ministerstva kultury pod evidenčním číslem E 13867. Vydavatelem je statutární město Hradec Králové.

## Distribuce a archivace
Uzávěrka čísla je každý čtvrtek a vydání čísla probíhá každou následující středu po uzávěrce. Zpravodaj je distribuován do všech schránek ve městě v nákladu 52 000 výtisků. Tištěn je společností Samab Press Group, a.s. v Brně. Zpravodaj je zdarma a je hrazen z rozpočtu města. Všechny výtisky jsou archivovány mj. v archivu Kroniky města a jeden povinný výtisk je dodáván do Národní knihovny. V její databázi je veden pod systémovým číslem 001192141 jako místní časopis, je zde archivován od roku 2002 s možností si jej přečíst v studovně. Čísla od roku 2012 si lze přečíst a stáhnout na webu města.

## Obsah
Rozsah je 4 listy formátu A4 a od roku 2020 v barevném provedení, protože byl historicky zaměňován s komerčním týdeníkem Hradečák. Ve zpravodaji může každý člen městského zastupitelstva publikovat v rubrice Komentáře zastupitelů článek o maximálním rozsahu 2000 znaků, přičemž maximální rozsah na zastupitele a rok je 4000 znaků.

### Redakční rada
| Člen rady           | Funkce                             | Strana |
| ------------------- | ---------------------------------- | ------ |
| Petr Vinklář        | vedoucí odboru                     |        |
| Lucie Drašnarová    |                                    |        |
| Romana Dürrerová    | zastupitelka                       | HDK    |
| Ivan Tejkl          |                                    |        |
| Pavel Vacek         | zastupitel                         | Piráti |
| Michal Komárek      | referent vnější komunikace a médií |        |
| Lukáš Martínek      | referent zahraničních vztahů       |        |
| Pavlína Pospíšilová | redaktorka Radnice                 |        |